# Andrea Orlandi
Andrea Orlandi Stabilin (Barcelona, 3 de agosto de 1984) es un exfutbolista hispano-italiano que jugaba en las posiciones de mediocentro, interior o extremo. Es reconocido más que nada por su paso por clubes como el Swansea o el Brighton. 
Escribe para el periódico inglés Evening Standard, es director de fútbol en una agencia de representación llamada BY&FOR y comenta partidos en inglés de La Liga para la señal internacional de La Liga TV. Desde 2020, trabaja como creador de contenido para La Media Inglesa, un canal de Youtube que trata sobre fútbol inglés donde relata sus experiencias.

## Trayectoria
Orlandi, que es hijo de italianos, se formó en las categorías inferiores del Deportivo Alavés, donde destacó y, en la temporada 2003-04, debutó en Segunda División B de España con el Deportivo Alavés "B". Las dos siguientes temporadas entrenó con la primera plantilla mientras seguía jugando en el filial. Su proyección llevó a que el F. C. Barcelona solicitase una cesión para reforzar el equipo filial para la temporada 2005-06. En la última jornada de liga, debutó en Primera División en San Mamés ante el Athletic Club. Finalizada la cesión, el Barcelona consiguió renovarla una temporada más. Terminado su contrato con el Deportivo Alavés en julio de 2007, el futbolista fichó por el Swansea City. Con el conjunto galés consiguió el ascenso a la Football League Championship 2008-09 y luego a la Premier League 2011-12, debutando en dicha categoría frente al Wolverhampton Wanderers. Tras abandonar el Swansea City, en agosto de 2012 fichó por el Brighton & Hove Albion, donde jugó dos temporadas hasta el verano de 2014. Finalmente, jugó su última temporada en Inglaterra entre 2014 y 2015, en el Blackpool F. C., con el que firmó por un año.
En agosto de 2015 inició una etapa en Chipre de año y medio, primero en las filas del Anorthosis Famagusta y más tarde debutaría en competición europea en las filas del APOEL de Nicosia  Después, fichó por el Novara Calcio de Serie B de Italia, que terminaría descendiendo. Luego de un breve paso por la Superliga India jugando para el Chennaiyin F. C., el 31 de enero de 2019 fichó por el Virtus Entella italiano, en el que no llegó a debutar debido a que se le detectó una patología cardíaca que lo obligó a retirarse.
En julio de 2020, el medio de comunicación web La Media Inglesa informó a través de su cuenta de Twitter la incorporación de Orlandi al equipo del canal de YouTube de la página.

## Palmarés
| Título                     | Club                  | Año     |
| -------------------------- | --------------------- | ------- |
| Liga española              | Fútbol Club Barcelona | 2005-06 |
| Football League One        | Swansea City A.F.C.   | 2007-08 |
| Primera División de Chipre | APOEL de Nicosia      | 2016-17 |

## Estadísticas
| Deportivo Alavés "B" · España | 2.ª B | 2002-03 | 5   | 0  | —  | — | — | — | 5   | 0  |
| Deportivo Alavés "B" · España | 2.ª B | 2003-04 | 30  | 5  | —  | — | — | — | 30  | 5  |
| Deportivo Alavés "B" · España | 2.ª B | 2004-05 | 23  | 3  | —  | — | — | — | 23  | 3  |
| Deportivo Alavés "B" · España | Total | Total   | 78  | 8  | 0  | 0 | 0 | 0 | 78  | 8  |
| Deportivo Alavés · España | 2.ª   | 2003-04 | 2   | 0  | —  | — | — | — | 2   | 0  |
| Deportivo Alavés · España | Total | Total   | 2   | 0  | 0  | 0 | 0 | 0 | 2   | 0  |
| F. C. Barcelona "B" · España | 2.ª B | 2005-06 | 21  | 4  | —  | — | — | — | 21  | 4  |
| F. C. Barcelona "B" · España | 2.ª B | 2006-07 | 22  | 1  | —  | — | — | — | 22  | 1  |
| F. C. Barcelona "B" · España | Total | Total   | 43  | 5  | 0  | 0 | 0 | 0 | 43  | 5  |
| F. C. Barcelona · España | 1.ª   | 2005-06 | 1   | 0  | —  | — | — | — | 1   | 0  |
| F. C. Barcelona · España | Total | Total   | 1   | 0  | 0  | 0 | 0 | 0 | 1   | 0  |
| Swansea City Gales | 3.ª   | 2007-08 | 8   | 0  | 1  | 0 | — | — | 9   | 0  |
| Swansea City Gales | 2.ª   | 2008-09 | 11  | 1  | 4  | 0 | — | — | 15  | 1  |
| Swansea City Gales | 2.ª   | 2009-10 | 30  | 1  | 1  | 0 | — | — | 31  | 1  |
| Swansea City Gales | 2.ª   | 2010-11 | 20  | 0  | 4  | 0 | — | — | 24  | 0  |
| Swansea City Gales | 1.ª   | 2011-12 | 3   | 1  | 2  | 0 | — | — | 5   | 1  |
| Swansea City Gales | Total | Total   | 72  | 3  | 12 | 0 | 0 | 0 | 84  | 3  |
| Swansea City Reserves Gales | Res.  | 2011-12 | 8   | 0  | —  | — | — | — | 8   | 0  |
| Swansea City Reserves Gales | Total | Total   | 8   | 0  | 0  | 0 | 0 | 0 | 8   | 0  |
| Brighton & Hove Albion Inglaterra | 2.ª   | 2012-13 | 37  | 6  | 1  | 1 | — | — | 38  | 7  |
| Brighton & Hove Albion Inglaterra | 2.ª   | 2013-14 | 16  | 0  | 2  | 0 | — | — | 18  | 0  |
| Brighton & Hove Albion Inglaterra | Total | Total   | 53  | 6  | 3  | 1 | 0 | 0 | 56  | 7  |
| Blackpool F. C. Inglaterra | 2.ª   | 2014-15 | 28  | 4  | 2  | 0 | — | — | 30  | 4  |
| Blackpool F. C. Inglaterra | Total | Total   | 28  | 4  | 2  | 0 | 0 | 0 | 30  | 4  |
| Anorthosis Famagusta Chipre | 1.ª   | 2015-16 | 26  | 4  | —  | — | — | — | 26  | 4  |
| Anorthosis Famagusta Chipre | Total | Total   | 26  | 4  | 0  | 0 | 0 | 0 | 26  | 4  |
| APOEL Nicosia Chipre | 1.ª   | 2016-17 | 9   | 0  | —  | — | 8 | 0 | 17  | 0  |
| APOEL Nicosia Chipre | Total | Total   | 9   | 0  | 0  | 0 | 8 | 0 | 17  | 0  |
| Novara Calcio · Italia | 2.ª   | 2016-17 | 12  | 1  | —  | — | — | — | 12  | 1  |
| Novara Calcio · Italia | 2.ª   | 2017-18 | 29  | 0  | 1  | 0 | — | — | 30  | 0  |
| Novara Calcio · Italia | Total | Total   | 41  | 1  | 1  | 0 | 0 | 0 | 42  | 1  |
| Chennaiyin F. C. India | 1.ª   | 2018-19 | 9   | 0  | —  | — | — | — | 9   | 0  |
| Chennaiyin F. C. India | Total | Total   | 9   | 0  | 0  | 0 | 0 | 0 | 9   | 0  |
| Total | Total | Total   | 370 | 31 | 18 | 1 | 8 | 0 | 396 | 32 |
| (1) Incluye datos de FA Cup, Copa de la Liga de Inglaterra y Copa Italia. (2) Incluye datos de Liga de Campeones de la UEFA y Liga Europa de la UEFA. |       |         |     |    |    |   |   |   |     |    |